# تريد360
تريد360 (بالإنجليزية: Trade360)‏ هي شركة وساطة مالية تقدم خدماتها للمتداولين من خلال الإنترنت، تأسست عام 2012 وهي شركة تابعة لشركة Crowd Tech Ltd.

## تاريخ الشركة
تأسست Trade360 عام 2012 تحت ملكية Crowd Tech Ltd. وتعمل الشركة عبر الإنترنت تحت إشراف شركة CrowdTech Limited في قبرص وشركة Sirius Financial Markets PtyLtd في أستراليا وتخضع الشركة لتنظيم هيئة الأوراق المالية والبورصات القبرصية (CySEC) بموجب ترخيص رقم 202/13، وتنظيم هيئة الأوراق المالية والاستثمار الأسترالية (ASIC) بموجب ترخيص رقم439907.
وبالإضافة إلى نشاط الشركة في قبرص وأستراليا، فإن الشركة مسجلة أيضًا لدى هيئات تنظيمية أخرى داخل وخارج الاتحاد الأوروبي مثل هيئة الرقابة المالية الفيدرالية (ألمانيا)، وهيئة السلوك المالي (المملكة المتحدة)، وبنك فرنسا (فرنسا)، وهيئة الرقابة المالية النرويجية (الدنمارك)، وهيئة الرقابة المالية السويدية (السويد)، مما يسمح لها بتقديم خدماتها المالية لمجموعة كبيرة من المتداولين داخل منطقة اليورو وخارجها.
في عام 2019، انضمت الشركة إلى السوق الأسترالية رسميًا عندما تلقت الموافقة التنظيمية الكاملة من هيئة الأوراق المالية والاستثمارات الأسترالية (ASIC).
في عام 2014، أطلقت الشركة تطبيق آي أو إس وتبعته بإطلاق تطبيق أندرويد عام 2015. في عام 2020، أطلقت Trade360 منصتها الخاصة والموقع الرسمي الخاص بالشركة.

## الخدمات
تقدم تريد360 مجموعة من الأدوات المالية، ويشمل ذلك بيع الأسهم وصناديق المؤشرات المتداولة والعقود الآجلة والسلع والمعادن والعملات الرقمية وتداول العملات الأجنبية، في شكل العقود مقابل الفروقات (عقود الفروقات). وتتوفر الأسهم الحقيقية أيضًا، تتاح خدمات الشركة فقط من خلال الوسيط والذي يتم الوصول اليه عبر منصة MT5.

## الجوائز
- جوائز الأعمال الأوروبية العالمية – أفضل وسيط تداول ذهبي في عام 2020.[10]
- جوائز الأعمال العالمية الأوروبية - جائزة تقنية التداول الاجتماعي الأكثر ابتكارًا في عامي 2017 و2020.